# El tresor (Josep Morató)
El tresor és una comèdia en tres actes, original de Josep Morató, estrenada al teatre Catalunya de Barcelona, la nit del 16 de març de 1912, per la companyia del Sindicat d'Autors Dramàtics Catalans.

## Repartiment de l'estrena
- Enriqueta: Emília Baró
- Mariàngela: Ramona Mestres
- Don Pere Rocalta: Jaume Borràs
- Don Modest Rocalta: Lluís Puiggarí
- Lluís: Lluís Blanca
- Jaume: Rafael Bardem
- En Cabra: Carles Capdevila
- Genís: August Barbosa
- Salvi: Andreu Guixer